# Тёрнер, Кэти
Кэти Энн Тёрнер (англ. Cathy Ann Turner, 10 апреля 1962, Рочестер, США) — американская конькобежка (шорт-трек) и певица, завоевавшая золотые медали на Зимних Олимпийских играх 1992 и 1994 годов на дистанции 500 м, серебряную медаль в эстафете 1992 года и бронзовую в эстафете 1994 года.
Шорт-треком занималась с раннего детства и к 1979 году стала чемпионом США по данному виду спорта. В 1980 году не смогла попасть на Зимние Олимпийские игры 1980 и приняла решение завершить спортивную карьеру и начать карьеру певицы и композитора. Первоначально, взяв себе псевдоним Никки Ньюланд, она пела в различных группах, а позже стала выступать сольно, записываться на студиях и даже писать собственные песни.
Однако спустя восемь лет после ухода из спорта Тёрнер приняла решение вернуться и возобновила тренировки. На Зимних играх в Альбервиле в 1992 году она выиграла золотую медаль на дистанции в 500 метров и серебряную — в командной эстафете на дистанции в 3000 метров. После этого она вновь приняла решение уйти из спорта, чтобы выступать в ледовом шоу Ice Capades, но к Олимпиаде 1994 года в Лиллехаммере вновь вернулась в сборную и выиграла золотую медаль на дистанции в 500 метров, установив новый мировой рекорд — 45,98 секунды, а также бронзовую медаль в командной эстафете на дистанции в 3000 метров.
Кэти Тёрнер была известна своим крайне агрессивным стилем борьбы на треках, особенно на крутых поворотах, за что часто подвергалась критике со стороны журналистов и соперников. Особенно критиковалось её грубое выступление на чемпионате мира 1991 года, а на Олимпийских играх 1994 года она за нарушение правил против соперницы была дисквалифицирована с дистанции в 1000 метров; серебряная призёрка в соревновании на дистанции в 500 метров, которое Тёрнер выиграла, впоследствии обвиняла её в том, что та схватила её за ногу. Последний раз выступала на Олимпийских играх 1998 года в Нагано, участвуя в командной эстафете на 3000 метров, однако, медалей не получила.
После окончательного завершения спортивной карьеры Тёрнер поселилась в городе Парма штата Нью-Йорк, работает программистом, мотивационным оратором, продакт-менеджером и спортивным комментатором канала ESPN. Также она получила степень бакалавра компьютерных наук в университете Северного Мичигана и выступила одним из соавторов книги Awaken The Olympian Within.